# Хлебный усач
Усач хлебный (лат. Dorcadion carinatum) — вид жесткокрылых из семейства усачей.

## Распространение
Обитают в России, Азербайджане, Казахстане, Грузии и Украине.

## Описание
Жук длиной от 15 до 23 мм, имеет чёрную, блестящую окраску. Плечевое ребро надкрылий притуплено лишь в основании трети.

## Экология
Обитает в лесостепях и степях.

## Подвиды
- Dorcadion carinatum carinatum (Pallas, 1771)
- Dorcadion carinatum cylindraceum Reitter, 1886
- Dorcadion carinatum igrenum Danilevsky, 1998
- Dorcadion carinatum sunzhenum Danilevsky, 1998
- Dorcadion carinatum uralense Danilevsky, 1998